# Caecilia attenuata
Caecilia attenuata е вид безкрако земноводно от семейство Caeciliidae.

## Разпространение и местообитание
Видът е разпространен в Еквадор и Перу.
Обитава райони с тропически и субтропичен климат, гористи местности, градини и плантации.